# ذا إكس فاكتور
ذا إكس فاكتور أو إكس فاكتور العالمي The X Factor هو برنامج مسابقات غنائي بريطاني وعالمي إبتكره سايمون كاول عام 2004م وطورته شركتي فريمانتل العالمية وسيكو إنترتيمنت.